# Flautín (comediante)
Jorge Eduardo Saavedra Cachay (Chiclayo, 3 de febrero de 1980), conocido por su nombre artístico Flautín, es un comediante e imitador peruano. Obtuvo reconocimiento por su carrera artística como cómico ambulante, logrando participar en diferentes programas de la televisión peruana. Es el sobrino del también cómico José Luis Cachay.

## Biografía
Nació el 3 de febrero de 1980 en Chiclayo; bajo el nombre completo de Jorge Eduardo Saavedra Cachay. Proveniente de una familia de clase baja, es el sobrino del comediante José Luis Cachay y hermano de César «Puchito» Mori (también cómico). Vivió sus primeros años en su ciudad natal.
A los trece años se muda a la capital Lima, inicialmente para trabajar como vendedor de golosinas, además de haber vivido en las calles de la ciudad. Al poco tiempo, comenzó su carrera artística como artista de circo junto a su tío y hermano dentro del espectáculo «El Circo de los Hermanos Cachay» y más tarde, iniciar su etapa como cómico ambulante bajo el nombre artístico de Flautín, debido a su contextura delgada. Sin embargo, atravesó sus problemas personales producto del fallecimiento de su primera hija en 2006, teniendo 20 días de nacida, en el cual lo llevó a su alcoholismo y su separación con su pareja sentimental.
Se incursiona en la televisión peruana en el año 2009, haciendo su debut con el programa cómico Por humor al Perú del canal estatal TV Perú, donde se desempeñó como actor cómico, compartiendo segmentos con los otros comediantes Manolo Rojas y Alfredo Benavides. Más tarde, vuelve a trabajar con ellos para el otro formato Risas y salsa: Nueva generación de Panamericana Televisión en 2011 con el mismo rol. Tras terminar sus proyectos televisivos, continuó con su carrera artística como cómico ambulante en la Alameda Chabuca Granda, donde formó su grupo cómico Los herededos de la risa. En el año 2015, fue colaborador del programa nocturno Al sexto día junto a su tío José Luis.
Regresa a la televisión peruana en el año 2017, cuando se suma al reparto principal del programa televisivo cómico-musical El reventonazo de la chola de América Televisión, gracias a la intervención del productor Julio Zevallos, manteniéndose en la actualidad. Durante su estadía en el dicho espacio, se destacó por su imitación a la presentadora María Pía Copello[cita requerida] y tuvo un cameo en la teleserie Al fondo hay sitio en 2022, interpretándose a sí mismo, en el cual fue comparado en la ficción con Jimmy Gonzáles, personaje interpretado por el actor Jorge Guerra, siendo Flautín ofendido porque lo estaban faltando el respeto.

## Televisión
| Año        | Título                          | Rol                                     | Emisión                 |
| ---------- | ------------------------------- | --------------------------------------- | ----------------------- |
| 2009-2010  | Por humor al Perú               | Actor cómico y comediante               | TV Perú                 |
| 2011       | Risas y salsa: Nueva generación | Comediante y parte del elenco           | Panamericana Televisión |
| 2012       | Amor, amor, amor                | Invitado especial                       | Frecuencia Latina       |
| 2015-2016  | Al sexto día                    | Comediante y colaborador                | Panamericana Televisión |
| desde 2017 | El reventonazo de la chola      | Actor cómico, comediante e imitador     | América Televisión      |
| 2020       | De vuelta al barrio             | Cameo como Álex Ganoza (sueño de Sofía) | América Televisión      |
| 2022       | Al fondo hay sitio              | Cameo como él mismo                     | América Televisión      |